# Усатий Олександр Анатолійович
Олександр Анатолійович Усатий (нар. 7 січня 1965) — радянський та український футболіст, нападник та півзахисник.

## Життєпис
Вихованець футбольної школи «Дніпро-75» (Дніпропетровськ). У 1982 році виступав за дублюючий склад «Дніпра» в першості дублерів вищої ліги, але в основний склад так і не пробився. У 1984 році грав у другій лізі за «Колос» (Павлоград). З 1986 року грав за «Кривбас», став одним з лідерів атаки клубу, забиваючи понад 10 м'ячів за сезон, а за неповний сезон 1989 року відзначився 21 голом.
Влітку 1989 року перейшов у донецький «Шахтар». Дебютний матч у вищій лізі СРСР зіграв 26 серпня 1989 року проти московського «Динамо», вийшов у стартовому складі та провів увесь матч. Всього до кінця сезону зіграв у 7 матчах чемпіонату країни, одній грі Кубку СРСР та одному матчі Кубку Федерації, в більшості з них виходив на заміни.
У 1990 році повернувся в «Кривбас», де провів результативний сезон. У 1991 році виступав за «Кремінь» та «Ростсільмаш». У 1992 році перебував у заявці «Ростсільмашу» на чемпіонат Росії, але ще до початку сезону повернувся в Україну.
Після розпаду СРСР не зміг повернутися на високий рівень, виступав за клуби першої та другої ліг першості України та аматорські колективи. У 1997 році грав у першій лізі Білорусі за «Ведрич». Завершив професіональну кар'єру в 1998 році, потім виступав за ветеранські команди.
Основна позиція на полі — плеймейкер, при цьому в декількох сезонах грав на позиції нападника. Відрізнявся високою технікою володіння м'ячем, добре поставленим ударом, тактичною хитрістю, але не реалізував свій талант через проблеми зі спортивним режимом. У складі «Кривбасу» зіграв 184 матчі та відзначився 63 голами в першості країни, включений до 50 найкращих гравців клубу за всю історію під № 11 за версією порталу football.ua.